# Fiat (equipo ciclista)
El Fiat fue un equipo francés de ciclismo que compitió profesionalmente entre 1978 y 1979. No debe confundirse con el equipo belga Fiat France.

## Principales resultados

### En las grandes vueltas
- Tour de Francia
  - 2 participaciones: (1978 y 1979)